# Sawa (Burkina Faso)
Sawa ist ein Dorf in Burkina Faso, in der Region Boucle du Mouhoun, der Provinz Nayala und dem Departement Toma. Nyon liegt am südlichen Rand der Sahelzone und hat 848 Einwohner (1996).